# Подоругла
Подоругла је насељено мјесто у општини Мркоњић Град, Република Српска, БиХ. Према попису становништва из 1991. у насељу је живјело 861 становника.

## Географија
Налази се на надморској висини од 708 метара.

## Привреда
У селу је 19. марта 2008. отворена фабрика воде „Круна“. Вода потиче са извора „Орлов камен“.

## Становништво
Према службеном попису становништва из 1991. године, Подоругла је имала 849 становника. Срби су чинили око 96% од укупног броја становника.
| Националност       | 1991. | 1981. | 1971. | 1961. |
| Срби               | 820   | 312   | 307   | 310   |
| Југословени        | 1     | 9     |       |       |
| Хрвати             | 16    | 10    | 10    | 19    |
| Муслимани          | 17    | 2     |       |       |
| остали и непознато | 7     |       |       |       |
| Укупно             | 861   | 333   | 317   | 329   |